# Lam Trường
Tiêu Lam Trường (sinh ngày 14 tháng 10 năm 1974), thường được biết đến với nghệ danh Lam Trường, là một nam ca sĩ kiêm diễn viên người Việt gốc Hoa. Anh được đánh giá là ca sĩ thần tượng đầu tiên, gương mặt tiên phong và có sức ảnh hưởng lớn trong việc khơi dậy dòng nhạc trẻ Việt Nam từ những năm cuối thập niên 90. 
Anh cũng là gương mặt tiêu biểu từ năm đầu tiên ra đời Giải thưởng Làn Sóng Xanh. Lam Trường ghi dấu ấn với dòng nhạc Cantopop, pop ballad. Ngoài ra, anh còn được biết đến với khả năng tự viết nhạc, chơi nhạc cụ và thể hiện nhiều ca khúc nhạc ngoại lời Việt nổi tiếng.
Trong suốt sự nghiệp âm nhạc hơn 20 năm, Lam Trường đã đoạt 1 giải "Ca sĩ của năm", 1 giải thành tựu và 12 lần liên tiếp nhận giải "Ca sĩ được yêu thích nhất" của Giải thưởng Làn Sóng Xanh, giành được 3 Giải Mai Vàng và nhận 1 đề cử "Ca sĩ của năm" tại Giải thưởng Âm nhạc Cống hiến. Anh còn đại diện Việt Nam tham dự nhiều đại hội ca nhạc tổ chức tại các quốc gia châu Á như Nhật Bản, Thái Lan, Hongkong, Singapore, Hàn Quốc. Bên cạnh âm nhạc, anh còn tham gia lĩnh vực phim ảnh và đạt thành công với những bộ phim nổi bật như: "Nữ tướng cướp" (2004), "Ngôi nhà hạnh phúc" (phiên bản Việt) (2008) và "Bếp hát" (2014). Ngoài ra anh còn là huấn luyện viên cho các cuộc thi âm nhạc như Giọng hát Việt nhí (2014) và Giọng hát Việt (2018).

## Sự nghiệp

### 1974-1996: Thời thơ ấu và khởi đầu sự nghiệp
Lam Trường có gốc Cầu số 2 - quê Bạc Liêu - xứ sở ông tổ Cải lương Cao Văn Lầu - cái nôi của những người nổi tiếng, ngoài ra còn có ca sĩ Ngọc Sơn, danh hài Cát Phượng.
Anh là con út trong một gia đình có 11 người con, không kể một người chị mất sớm. Thân phụ anh là người Tiều. Ông theo gia đình sang Việt Nam làm ăn từ rất lâu và sống ở Quảng Ngãi. Tại đây, ông lập gia đình với mẹ Lam Trường sau này để rồi vào Sài Gòn lập nghiệp khi đã có với nhau hai người con, tức 2 anh chị lớn của Lam Trường.
Khi còn là học sinh cấp 3 trường Nguyễn An Ninh vào năm 1992, Lam Trường đã ghi tên tham dự một cuộc thi đua văn nghệ do trường tổ chức, nhưng lần đó anh chỉ chiếm được hạng 3. Tuy nhiên anh được tuyển chọn vào nhóm ca của trường với sự khuyến khích rất đặc biệt của cô giáo dạy nhạc. Vị giáo sư này nhận biết được khả năng của Lam Trường nên đã khuyên anh ghi tên theo học nhạc.
Sau khi tốt nghiệp lớp 12, Lam Trường thi vào trường Đại Học Kinh Tế và luôn cả trường Cao đẳng Văn Hóa Nghệ thuật. Nhưng sau đó một thời gian anh không theo nổi hai trường một lúc nên đã bỏ ngành Kinh Tế giữa năm học đầu tiên để chỉ còn đi theo con đường ca hát sau khi đã suy nghĩ thật kỹ trước khi quyết định… Nhưng dù sao cũng là một con người lo xa nên Lam Trường đã ghi tên theo học thêm về ngành công nghệ thông tin trong vai trò quản lý mạng cùng với một số anh chị ruột và tốt nghiệp sau 3 năm.
Trong thời gian đầu tiên theo học trường Cao đẳng Văn Hoá Nghệ thuật, vào năm 1994, Lam Trường gặp được một cái mốc trong việc bước vào con đường chuyên nghiệp khi anh tham dự cuộc thi tiếng hát "Thập Đại Tinh Tú" dành cho người Hoa, tổ chức ở rạp Đại Thế giới. Lần đó bạn bè đã ghi danh cho anh mà Lam Trường không hề hay biết cho đến một tuần trước ngày khai diễn cuộc thi. Lần đó anh chiếm được giải nhì sau khi trình bày một nhạc phẩm Trung Hoa còn rất mới lạ, thay vì một ca khúc quen thuộc như những thí sinh khác.
Cũng trong thời gian học nhạc ở trường Cao đẳng Văn Hoá Nghệ thuật, trước khi tốt nghiệp vào năm 1996, Lam Trường đã rất tích cực sinh hoạt cùng các bạn trong việc cùng nhau khai thác một địa điểm bán cà phê và nước giải khát trong trường với giá rẻ cho sinh viên, mục đích chính là để có phương tiện trình diễn trên sân khấu. Cũng trong thời gian 3 năm học ở đây, anh từng hát trong các ban nhạc của trường để có dịp trình diễn tại các tiệc cưới hoặc những chương trình văn nghệ tại một số nhà hàng như Thiên Hồng, Bát Đạt, Mỹ Lệ Hoa, Đông Kinh, … phần lớn với những nhạc phầm Trung Hoa.
Thật ra bố Lam Trường muốn anh theo đuổi việc học hơn là đi hát, trong khi mẹ anh lại ra mặt ủng hộ nên có thời gian thường giúp anh trốn bố để đi hát. Nhưng vì quá mệt mỏi với tình trạng giấu giếm này, nên một lần Lam Trường đã thu hết can đảm để xin phép người bố nghiêm khắc cho anh đi hát. Điều này đã khiến ông rất ngạc nhiên để cuối cùng cho phép cậu con trai út của mình đi hát thử một thời gian. Nếu không mang lại kết quả gì, Lam Trường sẽ phải quay trở lại việc học vấn để sau đó đi làm như tất cả những người khác. Trước điều kiện như vậy cùng với sự thôi thúc của niềm đam mê ca nhạc, anh đã phải cố gắng rất nhiều để chứng minh với bố về khả năng nghệ thuật của mình.
Sự cố gắng của Lam Trường đã có kết quả ngay vào năm 1995 sau khi anh được trung tâm Kim Lợi mời thử giọng vì đang cần một nam ca sĩ vừa hát được những ca khúc bằng tiếng Việt lẫn tiếng Quảng Đông. Kết quả anh được mời xuất hiện trong chương trình Tình Đã Bay Xa 1 tức Mưa Bụi với phần trình bày nhạc phẩm Hồng Kông mang tựa đề "Tiếng sáo phiêu bồng" bằng lời Việt và Quảng Đông.
Trong năm kế tiếp, sau một số chương trình ca nhạc của trung tâm Kim Lợi mà anh coi như bệ phóng đầu tiên cho anh bước vào con đường chuyên nghiệp, Lam Trường bắt đầu gây được nhiều chú ý nơi khán giả.

### 1997-1998:Baby I love youvàTình thôi xót xa
Năm 1997, ngoài album riêng đầu tay Baby I love you, anh còn gây ấn tượng ở nhiều ca khúc quốc tế khác, trong cùng năm, album Lemon Tree mà anh kết hợp với với Mỹ Linh đã đạt mức phát hành cao nhất năm.
Đến những năm 97 – 98 tên tuổi Lam Trường thật sự lên cao khi anh được trung tâm VH mời ký giao kèo để thu thanh 200 nhạc phẩm trong 2 năm. Do đó số CD của anh được phát hành rất nhiều nên giọng ca Lam Trường mau chóng trở thành quen thuộc với thính giả khắp nơi. Nhưng nổi bật hơn cả là vào năm 1997, Lam Trường đã chiếm được hạng đầu trong Bảng xếp hạng của chương trình Làn Sóng Xanh do thính giả bình chọn với nhạc phẩm "Tình thôi xót xa", một bài hát nhạc Nhật do Bảo Chấn viết lời Việt. Liền sau đó là một loạt bài hát khác như: "Tôi ngàn năm đợi", "Mưa phi trường"... Một thời gian dài liên tục anh có mặt trong Top ten Làn Sóng Xanh của Đài Tiếng nói Nhân dân Thành phố Hồ Chí Minh.
Cũng trong năm 97, Lam Trường đã có cơ hội lưu diễn tại Úc Châu và nhiều quốc gia Âu Châu cùng hai thành phố ở Canada là Vancouver và Toronto. Không bao lâu sau khi "Tình thôi xót xa" được gửi đến người nghe, nhạc phẩm "Mưa phi trường" được diễn tả qua giọng hát của anh cũng đã chiếm được hạng cao trong bảng xếp hạng Làn Sóng Xanh - chương trình ca nhạc có uy tín trong nước vào thời đó.
Do sự nổi tiếng của mình, Lam Trường nhận được lời mời cộng tác với rất nhiều sân khấu ca nhạc lớn nhưng anh không nhận lời vì nhận thấy cần phải tập luyện nhiều hơn nữa trước khi xuất hiện trước một số khán giả đông đảo… Anh chỉ nhận lời hát ở rất nhiều vũ trường để có dịp tập luyện phong cách trình diễn của mình được cứng cỏi trước khi bước ra sân khấu lớn. Có thời thời gian dài, trong một đêm anh đã hát ở 8 vũ trường ở Sài Gòn và Chợ Lớn bao gồm: Queen Bee, Đêm Mầu Hồng, Palace, Arc En Ciel, Intershop, Đông Kinh, vv…

### 1999:Mãi mãivàMãi cho tình lênh đênh
Ngày 1/1/1999, Lam Trường phát hành album Xin đến trong giấc mộng, khời đầu cho một năm ra album liên tiếp của anh. Ngày 28/6 là sự ra mắt của album phòng thu vol. 1 với tựa đề Mãi mãi với những ca khúc nhạc ngoại lời Việt mà chủ yếu là nhạc Hoa. Phổ biến nhất là ca khúc nhạc Hàn cũng là tên chủ đề album "Mãi mãi". Các ca khúc nổi bật khác như: "Giấc mơ thiên đường", "Ngày em đến", "Tuyết sơn phi hồ",... Lam Trường và Đan Trường hát chung khá nhiều ca khúc nhạc Hoa với phần tựa đề hoặc lời giống hoặc khác nhau, nên hai nam ca sĩ luôn bị báo chí truyền thông so sánh suốt một thời gian dài.
Cũng trong năm, anh phát hành album Yêu nhau ghét nhau hợp tác cùng nữ ca sĩ Thu Phương và album Cô bé kính cận hợp tác cùng nữ ca sĩ Cẩm Ly.
Album sau cùng được phát hành trong năm mang tựa đề Mãi cho tình lênh đênh. Album tuyển chọn những ca khúc nhạc trẻ với tiếng hát Lam Trường do Kim Lợi studio thực hiện. Album giới thiệu 9 ca khúc, là các sáng tác của Nguyễn Ngọc Thiện, Võ Thiện Thanh, Trường Huy và 3 ca khúc nhạc nước ngoài lời Việt. Đây là một album khá dễ nghe bởi các ca khúc trong album này có giai điệu nhẹ nhàng và dễ chấp nhận với nhiều tai nghe khác nhau.

### 2000:Biển trắng,Chút tình thơ ngâyvà liveshow đầu tiên
Ngày 4/4/2000, Lam Trường ra mắt album vol. 2 với tựa đề Chút tình thơ ngây. Album không hề cầu kì về hình thức, nhưng nội dung bài vở lại được chọn lọc hết sức kĩ càng, đa số các ca khúc trong Vol.2 lần này đều là sáng tác của các nhạc sĩ nổi tiếng như "Chợt nghe bước em về" (Quốc Vượng), "Để trọn đời thương nhớ" (Đức Trí), "Lời trái tim muốn nói" (Lê Hựu Hà)... Lam Trường luôn tạo ra cho mình một phong cách gần gũi nhưng cũng rất riêng biệt trong từng ca khúc, đó là điều mà không phải ca sĩ nào cũng làm được.
Ngày 28/11, anh ra mắt album Biển trắng (Nhạc Hoa vol.1) bao gồm 10 ca khúc chính đều là nhạc Hoa lời Việt. Đúng với chất giọng gốc Hoa của Lam Trường, những ca khúc trong album mang một giai điệu nhẹ nhàng và ca từ dễ thương.
Vào thời điểm này, Lam Trường đã trở thành một hiện tượng đối với những khán giả trẻ yêu nhạc ở khắp nơi trong nước. Và đó cũng là một thần tượng đúng ý nghĩa nhất khi giọng ca và phong cách trình diễn của Lam Trường đã làm say mê rất nhiều khán thính giả trước những sắc thái mới lạ của sinh hoạt ca nhạc trong nước lúc đó. Điều này được thể hiện một cách rõ ràng hơn qua liveshow đầu tiêng của người nam ca sĩ Việt gốc Hoa này vào cuối năm 2000 với chủ đề Lời Trái Tim Muốn Nói, cũng là tựa đề một ca khúc của Lê Hựu Hà. Live show này được diễn ra tại câu lạc bộ Lan Anh trong 2 đêm, mỗi đêm đông nghẹt 5000 khán giả có mặt để ủng hộ cho thần tượng của mình.

### 2001: Đang tiếp tục
Lam Trường tiếp tục là ca sĩ được yêu thích trong bảng bình chọn của nhiều báo, đài và thường xuyên xuất hiện trong những chương trình ca nhạc lớn như Duyên dáng Việt Nam, Gala, Một thoáng Sài Gòn, Nhịp cầu âm nhạc (HTV), Quà tặng âm nhạc (VTV3)... và là gương mặt không thể thiếu trong hầu hết những chương trình Ca nhạc - Thời trang quy mô.
Năm 2002, live show thứ hai của Lam Trường cũng đã được tổ chức tại câu lạc bộ Lan Anh với chủ đề Cho bạn cho tôi, cũng là tên một ca khúc do Lam Trường sáng tác bên cạnh những ca khúc khác như "Có một ngày", "Cạm bẫy", vv… Nhạc phẩm sau anh đã cảm xúc sau khi tham gia trong cuốn phim mang cùng tên. Về mặt tình cảm, cho đến lúc đó, mối tình giữa một nam ca sĩ nổi tiếng ở Việt Nam và một cô programmer điện toán ở Hoa Kỳ đã trở nên rất đậm đà.
Những năm gần đây, mặc dù gặp nhiều cạnh tranh với sự xuất hiện ồ ạt của rất nhiều giọng ca trẻ, Lam Trường vẫn giữ được cho mình một vị thế vững vàng sau hơn 10 năm đi hát. Bằng chứng là anh được coi như ca sĩ Việt Nam được mời trình diễn nhiều nhất tại nhiều đại hội ca nhạc tổ chức tại các quốc gia Á Châu như Nhật, Thái Lan, Hồng Kông, Singapore.  
Tháng 9 năm 2002, Lam Trường sang Nhật biểu diễn theo lời mời của Đài Truyền hình NHK ngay sau khi nhận giải thưởng Làn Sóng Xanh của Đài Tiếng nói Nhân dân Thành phố Hồ Chí Minh.
Năm 2003, anh tiếp tục ra những album như Đêm lạnh, Dù ta không còn yêu.
Điển hình là ASEAN Pop Festival năm 2003 tại Yokohama, tiếp theo sau là một buổi diễn chung với những nghệ sĩ thuộc các quốc gia khác tại Tokyo. Đó là chưa kể anh còn được đài truyền hình quốc gia Nhật là NHK mời trình diễn ở Fukuoka.
Năm 2004, anh được mời góp mặt trong đại hội ca nhạc Pattaya ở Thái Lan. Ngay sau đó anh đã bay sang Hồng Kông với tư cách là một khách mời danh dự theo lời mời của nghệ sĩ lừng danh Trương Học Hữu.
Đó là chưa kể Lam Trường còn được rất nhiều công ty thương mại quốc tế mời cộng tác trong việc quảng cáo cho sản phẩm của ho, như Epson, Head & Shoulder, Samsung, và nhất là công ty Pepsi, vv…
Qua những chuyến lưu diễn cũng như các công việc đó, anh đã có dịp tạo được nhiều mối quan hệ cần thiết cho nghề nghiệp của mình để nhắm tới một số dự án quan trọng, như trở thành ca sĩ độc quyền cho công ty GOM là công ty đã mở cho Lam Trường một hướng đi mới. Và đó cũng là công ty giúp cho anh thực hiện live show Chuyện Hôm Qua ở Singapore. Chỉ với trung tâm này anh đã thực hiện được 10 CD, với mục tiêu đều đặn là 3 CD một năm.
Cho đến khi album Đôi giày vải phát hành vào năm 2006, tên tuổi của Lam Trường lại được hâm nóng trở lại. Anh được đứng chung sân khấu cùng ca sĩ Hàn Quốc Kim Nam Joo trong chương trình Sắc màu đêm Sài Gòn và trở thành sự kiện vô cùng nổi bật trên khắp các mặt báo.
Ngày 24 tháng 3 năm 2007, Lam Trường thực hiện Liveshow "Chuyện Hôm Qua" tại nhà thi đấu Quân khu 7, Thành phố Hồ Chí Minh.
Ngoài hai đêm diễn tại sân vận động Quân khu VII, chương trình sẽ được tiếp tục tổ chức tại nhà hát Espelanda của Singapore vào ngày 2/4 và tại Trung tâm Giảng Võ, Hà Nội vào ngày 14/4 tới. Đây cũng là live show đầu tiên của ca sĩ Việt vượt biên giới quốc gia ra nước ngoài.
Năm 2007, anh đại diện Việt Nam tham gia đại hội âm nhạc châu Á "Asia song Festival" tại Hàn Quốc.
Năm 2014, anh thực hiện liveshow Dấu Ấn
anh là Huấn luyện viên (HLV) của Giọng hát Việt nhí.
Năm 2016, anh ra mắt MV nhạc ngoại lời Việt do mình viết lời, ca khúc Đường dài vô tận
Năm 2018, anh ra mắt MV nhạc của phim Những tháng năm rực rỡ, bài hát của nhạc sĩ Bảo Chấn Giấc mơ tuyệt vời
Anh được chọn là Huấn luyện viên (HLV) của Giọng hát Việt.
Chiều ngày 8/6 anh tổ chức họp báo ra mắt dự án âm nhạc Lam Trường 9 PM Live đã chuẩn bị gần nửa năm qua, Ca sĩ khẳng định Lam Trường 9 PM Live là dự án tốn kém nhất từ trước đến nay.Dự án sẽ được phát sóng online vào 21h tối thứ Sáu hàng tuần trên kênh Youtube của Lam Trường. 90% là các hit cũ 
Trong suốt sự nghiệp âm nhạc của mình, Lam Trường đã hát song ca hoặc hợp tác cùng rất nhiều những nghệ sỹ hàng đầu như: Phương Thanh, Thanh Thảo, Cẩm Ly, Minh Tuyết, Hồng Ngọc, Thu Phương, Khánh Du, Đông Nhi, Noo Phước Thịnh....

### Điện ảnh
Ngoài ca hát, Lam Trường còn tham gia các bộ phim như: Nữ tướng cướp (2004), Ngôi nhà hạnh phúc (2008) (phiên bản Việt Nam của series truyền hình ăn khách cùng tên của Hàn Quốc), Bếp Hát (2014) (dựa theo phim truyền hình ăn khách The kitchen musical của Châu Á năm 2011).

## Gia đình
Trong thời gian diễn ra live show Lời Trái Tim Muốn Nói, trái tim của Lam Trường cũng đã cảm thấy có những cảm xúc nhẹ nhàng khi quen biết với một thiếu nữ tên Ngô Ý An, từ Hoa Kỳ về tham dự tiệc cưới của một người trong họ. Cô cư ngụ tại nhà người bác, trên cùng con đường của địa điểm diễn ra live show. Lúc đó Ý An, sang Mỹ từ năm 1990, còn nghe rất ít nhạc Việt trong nước. Tuy nhiên cô cũng biết tới sự nổi tiếng của Lam Trường và từng nghe anh hát lần đầu tiên trên chương trình video Hoa hậu Việt Nam 98 trong nhạc phẩm Gót Hồng. Người chị họ của Ý An, quen biết với anh của Lam Trường nên nhắn mời anh tới nhà chơi để Ý An có dịp gặp và chụp hình lưu niệm như một fan hâm mộ.
Về phần Lam Trường sau lần gặp gỡ đầu tiên đó đã chú ý đến cô gái "vui tính, tự nhiên, ánh mắt có vẻ ngồ ngộ, giọng thì nửa Nam nửa Bắc, có nhiều cái rất lạ" này.
Còn cô thiếu nữ sinh năm 1978 ở Sài Gòn tên Ý An là người con duy nhất của một ông bố gốc người Bắc và bà mẹ gốc miền Nam cho biết, sau 2 lần gặp gỡ tại nhà người bác, cô nhận thấy Lam Trường có tính tình giản dị, khéo léo, cởi mở, thân thiện và còn rất khiêm nhượng. Cô còn ngạc nhiên hơn khi thấy người ca sĩ nổi tiếng này tỏ ra rất lễ phép đối với người lớn.
Vài ngày sau, Ý An trở về Mỹ sau 2 tuần ở Sài Gòn. Định mệnh một lần nữa đã đưa đẩy hai người trẻ tuổi gặp nhau ở phi trường khi Lam Trường đáp một chuyến bay sang Thái Lan. Sự đưa đẩy đó đã khiến hai người thấy gần nhau hơn.
Sau khi trở về Mỹ vào đầu năm 2001, Ý An thường xuyên trao đổi e-mail với Lam Trường. Hai người nhanh chóng trở nên thân thiết cùng với sự nảy nở cảm tình sâu đậm giữa hai bên. Vào tháng 3 cùng năm, Lam Trường thực hiện chuyến lưu diễn đầu tiên tại Hoa Kỳ cùng một số ca sĩ trong nước khác như Phương Thanh, Thu Phương, Huy MC nhưng không ghé Houston. Nhưng có lần Ý An đã cùng mẹ đến Atlantic City tham dự một buổi trình diễn của Lam Trường. Trong suốt thời gian Lam Trường ở Mỹ, hai người liên lạc bằng điện thoại với nhau hàng ngày cùng với một cảm tình càng lúc càng trở nên thắm thiết.
Để qua năm 2003, Lam Trường đã đưa mẹ và anh từ Việt Nam sang giới thiệu với bố mẹ Ý An, mở đầu cho việc nên duyên chồng vợ giữa hai người.
Theo Ý An, thoạt đầu ai cũng tỏ vẻ "nghi ngờ" về mối quan hệ giữa cô và Lam Trường. Ngay như bố cô, ông Ngô Cảnh Phụng, năm nay 63 tuổi mới đầu cũng chỉ coi sự liên hệ tình cảm giữa con gái ông và Lam Trường như một "cơn mê" của tuổi trẻ. Và một mai qua cơn mê thì sự việc sẽ đổi khác.
Nhưng đối với Ý An, chỉ chính những người trong cuộc mới hiểu được tình cảm của nhau qua lời nói và qua những cuộc gặp gỡ mỗi khi Lam Trường có dịp lưu diễn ở Hoa Kỳ hay những lần cô về Việt Nam, diễn ra mỗi năm một lần sau lần gặp đầu tiên vào cuối năm 2000.
Cuối cùng, với sự ưng thuận của gia đình đôi bên, Lam Trường và Ý An đã chính thức trở thành vợ chồng vào đầu năm 2004. Một tiệc cưới được tổ chức tại khách sạn New World ở Sài Gòn vào ngày 10 tháng 1 và một tiệc khác được diễn ra tại Houston vào ngày 7 tháng 4 năm 2004.  Hai người đã có với nhau một con trai tên Tiêu Kiến Văn với tên Mỹ là Bradley, được 8 tháng tuồi vào tháng 5 năm 2007 này. Đến bây giờ thì mọi người đã tin tưởng ở hạnh phúc tốt đẹp giữa hai người. Và nếu là một cơn mê như bố Ý An đã nói thì đó thật sự là một cơn mê hạnh phúc không hồi kết, khi ông đã rất vui khi có được một chàng rể như Lam Trường…
Từ khi trở thành vợ Lam Trường, Ý An kiêm nhiệm luôn vai trò quản lý cho người chồng nghệ sĩ. Cô là người sắp xếp lịch trình diễn cho anh tại Mỹ, lo việc di chuyển, đặt khách sạn và vé máy bay cho anh. Ngoài ra Ý An là người đứng ra thực hiện một website riêng cho chồng là "lamtruong.info". Và đôi khi cô cũng là người lo trang phục cho anh trong những dịp đặc biệt như live show thứ 3 "Chuyện Hôm Qua".
Hai người ly hôn vào năm 2009. Sau khi chia tay, con trai anh ở với mẹ.

### Mối tình với Yến Phương
"Bốn năm trước, khi tôi bắt đầu sử dụng Facebook thì có một cô gái nhắn tin trò chuyện. Thú thực, tôi hiếm khi trả lời tin nhắn của fan vì quá nhiều. Tuy nhiên, với Yến Phương, tôi lại có hứng thú chuyện trò. Các cuộc trao đổi khá thưa thớt, có khi một vài tháng mới trả lời một lần vì tôi bận rộn và ít lên mạng. Tôi chỉ biết thông tin chung về cô bé là Yến Phương, sinh năm 1991, đang du học ở Atlanta, sau đó chuyển qua Seattle (Mỹ). Lúc đầu, Yến Phương nghi ngờ Facebook của tôi là giả. Tôi nói: "Anh là Lam Trường thật đấy, không tin thì mở webcam lên anh hát cho nghe". Bên kia webcam, Phương và mấy người bạn ở trọ cùng ngồi nghe tôi đàn guitar hát bài Con đường tình yêu.
Sau đó, trong một lần lưu diễn ở Mỹ, tôi liên lạc với Yến Phương qua Facebook, hỏi em có đến xem tôi diễn không. Phương đến nhưng vé đã bán hết nên tôi đành đưa cô ấy vào hậu trường bằng thẻ ban tổ chức. Sau lần gặp gỡ ngoài đời, mối quan hệ của chúng tôi thân hơn, tuy nhiên, vẫn chưa nghĩ đến tình yêu. Từ đó, hai đứa chuyện trò nhiều hơn và bắt đầu có cảm giác nhớ nhung. Phương rất quan tâm, chia sẻ với cuộc sống riêng của tôi. Phương suy nghĩ và ăn nói sâu sắc, vì thế, trong hầu hết mọi chuyện, chúng tôi đều hợp nhau.
Cô ấy làm cho tôi cảm thấy trái tim mình được sưởi ấm lại sau bao nhiêu giông bão.
Lần đầu tôi gặp mặt bố mẹ vợ cũng khá… rắc rối. Bố mẹ Phương còn trẻ, chỉ bằng tuổi anh giữa của tôi nên lúc đầu tôi lúng túng, cứ gọi là anh chị, bác loạn xạ cả lên, khiến Phương cứ liếc tôi cười. Phải mất vài tháng để tôi quen với cách xưng hô. May mắn cho tôi là bố mẹ vợ ủng hộ ngay từ ngày đầu. Cũng chính lần đầu tiên gặp gia đình Phương, tôi mới bất ngờ được tiết lộ mình đã gặp Yến Phương khi cô ấy 9 tuổi, vào năm 2000. Mẹ Phương cho tôi xem tấm hình Phương chụp cùng tôi tại Đầm Sen. Hôm ấy, cô ấy đi xem tôi hát và xin chụp hình với… thần tượng. Thật trùng hợp là Yến Phương cũng học trường cấp ba Nguyễn An Ninh với tôi. Chúng tôi bảo nhau, có lẽ định mệnh đã sắp xếp như vậy. Lời tỏ tình bí mật
Yêu Phương, tôi rất chăm chỉ đi lưu diễn ở Mỹ để được gặp em. Ngoài thời gian đi diễn, chúng tôi lại cùng nhau đi chơi. Có một kỷ niệm đáng nhớ là lần đến Hawaii, trời lạnh, tôi và Phương đi dạo ngắm hoàng hôn rồi tôi thuê xe chở Phương vòng quanh Hawaii. Vốn có tài lẻ chụp hình chân dung nên Phương là "nàng thơ" để tôi sáng tác. Trong quá trình chỉnh sửa hình, tôi chọn ra một tấm, photoshop vào trong mắt của Yến Phương dòng chữ " I love you" rất nhỏ. Tôi gửi ngược lại cho cô ấy nhưng không nói gì về bí mật đó. Đến hai năm sau, khi đã chính thức yêu nhau, tôi mới bảo Phương về lục lại file hình ngày xưa để khám phá bí mật trong đôi mắt. Phương rất vui và bất ngờ, còn khen tôi lãng mạn hơn cô ấy nghĩ. Thay đổi vì nhau 
Năm 2013, Lam Trường đính hôn với Yến Phương, một du học sinh trường Cao đẳng cộng đồng Green River thành phố Auburn, Washington, Mỹ. Cô kém anh gần 17 tuổi. Năm 2014, Lam Trường chính thức kết hôn với Yến Phương, hiện anh vẫn đi về giữa Mỹ và Việt Nam để tiện việc chăm sóc gia đình nhỏ của mình cũng như kết hợp lưu diễn ở Mỹ. 2017, con gái chung của Lam Trường và Yến Phương đã sinh và được đặt tên là Tiêu Yên Lam (Phoebe).

## Danh sách đĩa nhạc

### Album phòng thu
- Xin đến trong giấc mộng. Ngày phát hành: 1/1/1999.
- Vol 1: Mãi mãi. Ngày phát hành: 28/6/1999.
- Tình thôi xót xa 1-2-3. Hãng Phim Trẻ(1999)
- Yêu nhau ghét nhau - Lam Trường (1999)
- Cô bé kính cận - Lam Trường & Cẩm Ly (1999)
- Biển trắng (Nhạc Hoa Vol 1). Ngày phát hành: 28/11/2000.
- Vol 2: Chút tình thơ ngây. Ngày phát hành: 4/4/2000.
- Vol 3: Có một ngày. Ngày phát hành: 24/11/2001.
- Vol 4: Đêm lạnh. Ngày phát hành: 19/1/2003.
- Vol 5: Dù ta không còn yêu. Ngày phát hành: 16/9/2003.
- Vol 6: Đôi chân thiên thần. Ngày phát hành:21/7/2004.
- Vol 7: Khi em ra đi. Ngày phát hành: 10/10/2005.
- Vol 8: Anh nhớ em. Ngày phát hành: 11/8/2006.
- Vol 9: Đôi giày vải. Ngày phát hành: 31/10/2006.
- Vol 10: Chuyện hôm qua. Ngày phát hành: 2007.
- Vol 11: TODAY (Ngày hôm nay). Ngày phát hành: 6/8/2008.
- Vol 12: Con đường tình yêu. Ngày phát hành: 2009.
- Vol 13: Khi người yêu tôi khóc (2011)
- Vol 14: Mong em hạnh phúc (2013)
- Vol 15: Đi qua bốn mùa (2015)

### Album trực tiếp
- Lời trái tim muốn nói (2000)

### Đĩa mở rộng
- Biển chờ (1998)

### Album tổng hợp
- Mãi cho tình lênh đênh (1999)
- Khung trời mơ (2005)

### Đĩa đơn
- Cho bạn - Cho tôi (2002)
- Treasure the World - Thế giới tươi đẹp (2003)
- Đường dài vô tận
- Giấc mơ tuyệt vời (OST Những tháng năm rực rỡ)

### Ca khúc tiêu biểu
- Tiếng sáo phiêu bồng
- Tiễn bạn lên đường
- Tình thôi xót xa
- Mưa phi trường
- Nỗi nhớ dịu êm
- Nơi ấy bình yên
- Tình đơn phương 1-2
- 999 đóa hồng
- Hoa tím ngày xưa
- Gót hồng
- Tôi ngàn năm đợi
- Mãi mãi
- Ánh sáng của đời tôi
- Khát khao hơn
- Lãng quên chiều thu
- Cung đàn buồn
- Thôi anh hãy về
- Katy Katy
- Ngày xuân long phụng sum vầy
- Cho bạn cho tôi
- Đứa bé - Minh Khang kết hợp cùng nhiều nghệ sĩ
- Chuyện hôm qua
- Con đường tình yêu

### Sáng tác
- Cho bạn cho tôi
- Chuyện hôm qua
- Cạm bẫy
- Có một ngày
- Em đâu biết (viết lời Việt)
- Giọt sương ban mai
- Mong em hạnh phúc
- Tình yêu bất tận
- Đường dài vô tận
- Tình yêu đánh mất
- Như chưa từng gặp nhau

## Giải thưởng
- Giải nhì cuộc thi Thập đại tinh tú (một cuộc thi hát của cộng đồng người Hoa tại Thành phố Hồ Chí Minh)[8]
- Giải Ca sỹ được yêu thích nhất tại Làn Sóng Xanh: 1997, 1998, 1999, 2000, 2001, 2002, 2003, 2004, 2005, 2006, 2007, 2008[9] (12 giải)
- Giải Nam ca sĩ được yêu thích nhất tại Giải mai vàng: 1998, 1999, 2000[10][11]
- Giải Thành tựu của Làn Sóng Xanh[12]
- Đề cử Ca sĩ của năm tại Giải thưởng Âm nhạc Cống hiến[12]
- Album Vàng 2007 - Album Vàng do khán giả bình chọn[13]

## Truyền hình

### Truyền hình thực tế
- Giọng hát việt nhí (mùa 2) - VTV3 (2014)
- Giọng hát việt (mùa 5)- VTV3 (2018)

### Trò chơi truyền hình
- Chung sức - HTV (2012)
- Nốt nhạc vui - HTV (2006)
- Đọ sức âm nhạc - HTV
- Thử tài thách trí - HTV (25/12/2011 - Noel)
- Đuổi hình bắt chữ - HanoiTV
- Vui cùng nghệ sĩ - HanoiTV
- Bữa trưa vui vẻ - VTV6 (2015, 2016)
- Ca sĩ giấu mặt - THVL1 (2015)
- Hát mãi ước mơ - HTV7 (2018)
- Giọng ca bất bại - (2018)
- Mãi mãi thanh xuân - HTV7 (2019)
- Ký ức vui vẻ - VTV3 (2019)
- Ơn giời cậu đây rồi! - VTV3 (2020)
- Bài hát đầu tiên - VTV3 (2020)
- Lạ lắm à nha - VTV3 (2021)
- Cassette Hoài Niệm - VTV3 (2023)

## Danh sách phim
| Năm  | Phim                        | Thể loại         | Ghi chú                                                                   | Nguồn  |
| ---- | --------------------------- | ---------------- | ------------------------------------------------------------------------- | ------ |
| 2004 | Nữ tướng cướp               | Phim điện ảnh    |                                                                           | [ 14 ] |
| 2008 | Ngôi nhà hạnh phúc          | Phim truyền hình | phiên bản Việt Nam của series truyền hình ăn khách cùng tên của Hàn Quốc  | [ 15 ] |
| 2009 | Dậy sóng thiên thần         | Phim truyền hình |                                                                           |        |
| 2013 | Giai điệu của bếp           | Phim truyền hình |                                                                           | [ 16 ] |
| 2014 | Bếp hát                     | Phim truyền hình | dựa theo phim truyền hình ăn khách The kitchen musical của Châu Á năm 201 | [ 16 ] |
| 2016 | Đời cho ta bao lần đôi mươi | Phim điện ảnh    |                                                                           | [ 17 ] |
| 2019 | Ngược dòng Nguyên Hương     | Phim ca nhạc     | của Phương Thanh sản xuất                                                 | [ 18 ] |

## Danh sách video

### VCD
- Liveshow 2002 Cho bạn - Cho tôi. Ngày phát hành: 17/11/2002.

### DVD
- Karaoke Liveshow Cho bạn cho tôi (2004)
- Katy (2004)
- Liveshow Chuyện hôm qua (2007)
- Ngày mai trời lại sáng (2011)

## Liveshow
- Lời trái tim muốn nói 2000
- Cho bạn cho tôi 2002
- Lam trường và những người bạn 2003
- Chuyện hôm qua 2007
- Dấu Ấn 2014 (VTV9 & KMedia)

## Các hoạt động khác

### Hoạt động kinh doanh
Nhà hàng tiệc cưới Forever - địa chỉ:60 - 60B Nguyễn Thông, P. 9,Quận 3, Thành phố Hồ Chí Minh
A2 fish and chips -địa chỉ: 116 Nguyễn Du, P. Bến Thành, Quận 1,Thành phố Hồ Chí Minh 